# Forcipomyia pennambula
Forcipomyia pennambula är en tvåvingeart som beskrevs av John William Scott Macfie 1932. Forcipomyia pennambula ingår i släktet Forcipomyia och familjen svidknott. Inga underarter finns listade i Catalogue of Life.